# 테트베슈

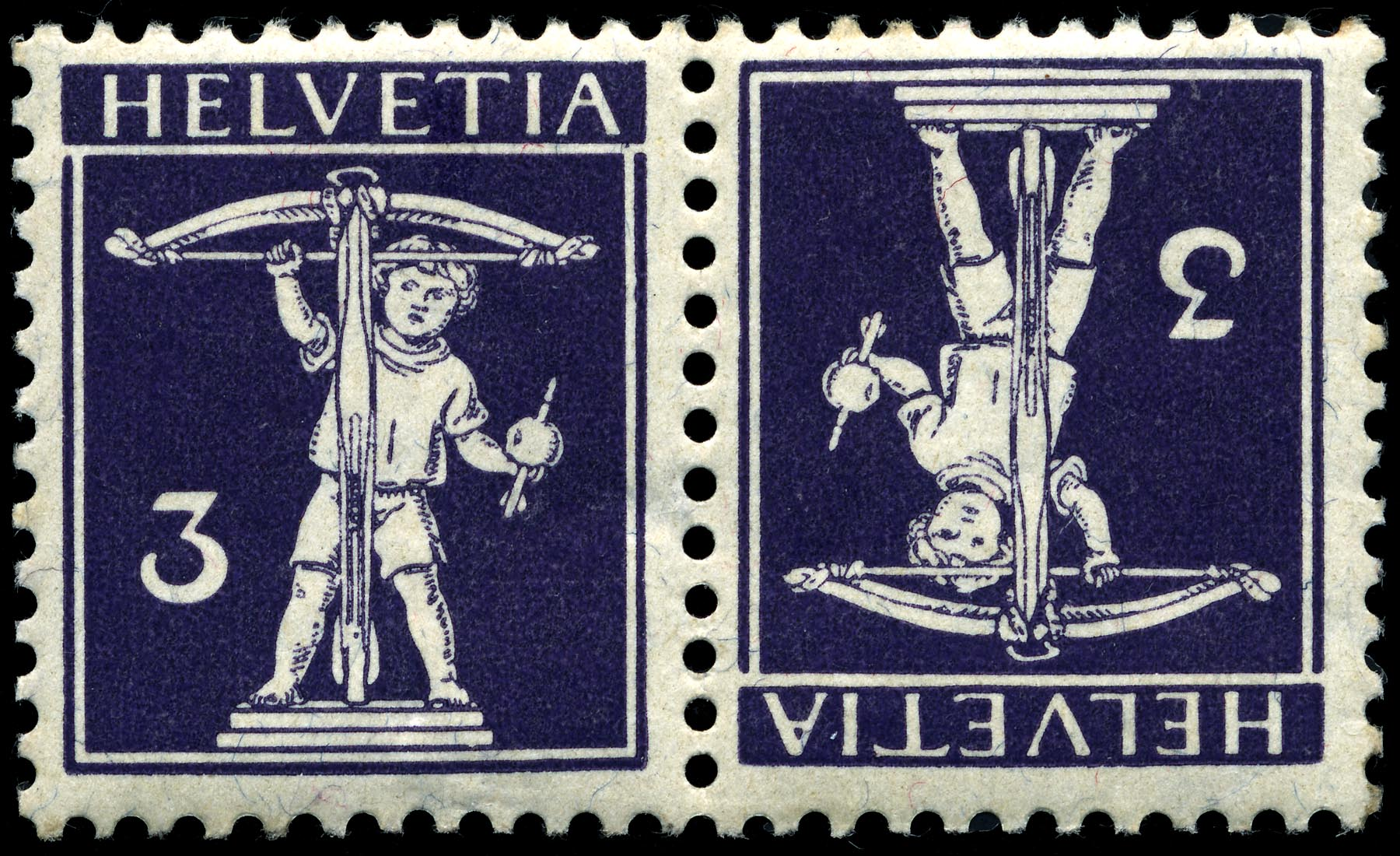
테트베슈

테트베슈(프랑스어: Tête-bêche, 머리와 꼬리)는 2장이 한 벌인 우표가 서로 반대 방향으로 인쇄되어 있는 우표를 말한다.